# Klížska Nemá
Klížska Nemá (em húngaro: Kolozsnéma) é um município da Eslováquia, situado no distrito de Komárno, na região de Nitra. Tem 11,95 km² de área e sua população em 2018 foi estimada em 471 habitantes.

## Demografia
| Ano:        | 1994 | 2004   | 2014   | 2024    |
| ----------- | ---- | ------ | ------ | ------- |
| Broj ljudi: | 591  | 546    | 496    | 426     |
| Razlika:    |      | -7,61% | -9,15% | -14,11% |

| Ano:               | 2023 | 2024   |
| ------------------ | ---- | ------ |
| Número de pessoas: | 429  | 426    |
| Diferença:         |      | -0,69% |